# 川滇柴胡
川滇柴胡（学名：Bupleurum candollei）为伞形科柴胡属的植物。分布在尼泊尔、亚洲、印度以及中国大陆的云南等地，生长于海拔1,900米至2,900米的地区，多生长于山坡草地或疏林中。

## 别名
飘带草（昆明民间草药）

## 变种
- 多枝川滇柴胡（学名：Bupleurum candollei var. virgatissimum）是伞形科柴胡属的变种。分布在中国大陆的四川等地，生长于海拔2,600米至3,000米的地区，常生于杂木林荫处岩上。
- 紫红川滇柴胡（学名：Bupleurum candollei var. atropurpureum）是伞形科柴胡属的变种。分布在中国大陆的云南等地，生长于海拔2,900米的地区，一般生于草坡。